# Alacia pseudoalata
Alacia pseudoalata är en kräftdjursart som först beskrevs av V. G. Chavtur 1974.  Alacia pseudoalata ingår i släktet Alacia och familjen Halocyprididae. Inga underarter finns listade i Catalogue of Life.